# Kutara productus
Kutara productus är en insektsart som beskrevs av Evans 1947. Kutara productus ingår i släktet Kutara och familjen dvärgstritar. Inga underarter finns listade i Catalogue of Life.